# Stephen J. Turnovsky
Stephen J. Turnovsky (Wellington, Nova Zelândia, 5 de abril de 1941) é um economista da Nova Zelândia e Professor de Economia Política da Universidade de Washington. Ele é um dos economistas mais citados no mundo. Em novembro de 2015, Research Papers in Economics (RePEc) o classificou como o 32º economista mais influente. RePEc relata que publicou mais de 5000 páginas em revistas acadêmicas, tornando-se um dos top 5 economistas mais notórios da história.
Turnovsky nasceu em 1941 na capital da Wellington, Nova Zelândia, Turnosky frequentou a Universidade Victoria de Wellington, com especialização em matemática e economia. Depois de ganhar um diploma de bacharel em 1962, e um mestrado em 1963, ele continuou sua educação na Universidade Harvard em 1968.